# Bosco Triệu Kiến Chương
Bosco Triệu Kiến Chương (tiếng Trung:赵建章, tiếng Anh:Bosco Zhao Jianzhang) là một giám mục Tân cử của Giáo hội Công giáo Rôma. Ông được Tòa Thánh chỉ định làm Giám mục Phó Giáo phận Thiên Thủy năm 2011, có quyền kế vị giám mục Gioan Vương Nhã Vọng.